# Wapniarnia Pierwsza
Wapniarnia Pierwsza (prononciation : [vapˈɲarɲa ˈpjɛrfʂa]) est un  village polonais de la gmina de Trzcianka dans le powiat de Czarnków-Trzcianka de la voïvodie de Grande-Pologne dans le centre-ouest de la Pologne.
Il se situe à environ 7 kilomètres au nord-est de Trzcianka (siège de la gmina), à 18 kilomètres au nord de Czarnków (siège du powiat), et à 77 kilomètres au nord de Poznań (chef-lieu de la voïvodie de Grande-Pologne).

## Histoire
De 1975 à 1998, le village faisait partie du territoire de la voïvodie de Piła.

Depuis 1999, Wapniarnia Pierwsza est situé dans la voïvodie de Grande-Pologne.